# Matías Appelt
Matías Appelt, vollständiger Name Guillermo Matías Appelt Martínez, (* 13. April 1989 in Paysandú) ist ein uruguayischer Fußballspieler.

## Karriere
Der 1,69 Meter große Mittelfeldakteur Appelt stand mindestens in den Spielzeiten 2011/12 und 2012/13 beim Club Atlético Progreso unter Vertrag. 2011/12 trug er beim damaligen Zweitligisten aus Montevideo mit vier Toren in der Liga zum Aufstieg am Saisonende bei. In der anschließenden Erstligaspielzeit absolvierte er 24 Partien in der Primera División und schoss ein Tor. Ende Juli 2013 wechselte er zum Erstligaaufsteiger Miramar Misiones. Dort erzielte er in der Saison 2013/14 drei Treffer bei 22 Erstligaeinsätzen. Anfang September 2014 schloss er sich dem Amateurklub Uruguay Montevideo FC an. 
Mitte Januar 2015 kehrte er in den Profifußball zurück. Seither spielte er für den Zweitligisten Club Sportivo Cerrito, für den er in der Spielzeit 2014/15 in sechs Begegnungen (kein Tor) der Segunda División eingesetzt wurde. Anfang September 2015 wechselte er zum Zweitligakonkurrenten Canadian Soccer Club. Dort lief er bislang (Stand: 11. August 2017) in sieben Ligaspielen auf (kein Tor) und wurde letztmals am 5. Dezember 2015 in der zweithöchsten uruguayischen Spielklasse eingesetzt.